# Erdbeben von Iquique 1877
Das Erdbeben von Iquique 1877 war ein schweres Erdbeben am 9. Mai 1877 um 21:16 Uhr Ortszeit (0:59 Uhr am 10. Mai UTC). Es hatte eine Magnitude von 8,8 auf der Momenten-Magnituden-Skala und eine maximal gefühlte Intensität von XI (Extrem) auf der Mercalliskala. Es löste einen verwüstenden Tsunami aus. Insgesamt wurden durch die Auswirkungen des Erdbebens 2541 Menschen getötet, vor allem in Peru und im Norden von Chile, doch auch Hawaii und Japan, die vom Tsunami erreicht wurden, meldeten Opfer.

## Tektonischer Überblick
Die Küstenregionen von Peru und Chile liegen oberhalb der Subduktionszone, an der sich die Nazca-Platte unter die Südamerikanische Platte schiebt, entlang des Atacamagrabens. Die Rate der Konvergenz beträgt etwa acht Zentimeter pro Jahr. Diese Plattengrenze war Ort zahlreicher großer Megathrust-Erdbeben; weitere Erdbebenereignisse in der Region werden durch Verwerfungen innerhalb sowohl der subduzierenden als auch der überschiebenden Platte hervorgerufen.

## Schäden
Die Erdstöße führten zu wesentlichen Schäden entlang der Küstenbereiche der Regionen Tarapacá (damals Peru) und Antofagasta (damals Bolivien). Der Tsunami erreichte auf einer Länge von 500 Kilometern – von Arica im Norden bis nach Mejillones im Süden eine Wellenhöhe von zehn Metern. In Arica erreichte die Flutwelle die Kathedrale. Das Wrack der USS Wateree, das von der letzten Flutwelle des durch das Erdbebens von Arica ausgelösten Tsunamis von 1868 mehrere hundert Meter weit ins Landesinnere gespült worden war, wurde durch den Tsunami mehrere Kilometer weiter nach Norden und näher zurück an die eigentliche Uferlinie verfrachtet. Durch den Tsunami wurden in Hilo, Hawaii fünf Personen getötet und 37 Häuser zerstört. In Japan starben durch den Tsunami auf der Bōsō-Halbinsel zahlreiche Bewohner.

## Erdbeben und Tsunami
Die Erdstöße dauerten in Caleta Pabellón de Pica, einer Küstenstadt etwa 70 km südlich von Iquique, etwa fünf Minuten an. Das Gebiet mit einer gefühlten Intensität von VIII oder mehr auf der Mercalliskala reichte von etwa 50 km südlich von Arica bis südlich von Cobija. Daraus lässt sich ein Reißen der Erdkruste auf einer Länge von etwa 420 km ableiten.
Der Tsunami wirkte sich auf die Küste Perus, Boliviens (das vor dem Salpeterkrieg noch Zugang zum Meer hatte) und den Norden Chiles aus. Er erreichte auf der anderen Seite des Pazifischen Ozeans auch Australien, Neuseeland, Samoa, Tonga und Fidschi sowie nördlich des Äquators auch Hawaii, Mexiko, Kalifornien und Japan. In Arica wurden insgesamt acht einzelne Tsunamiwellen beobachtet. Die Höhe des Tsunami erreichte auf den Hawaii-Inseln in Hilo 5 m und in Kahului 6,6 m sowie auf den japanischen Inseln Honshū in Kamaishi 3 m und auf Hokkaidō in Hakodate eine Höhe von 2,4 m. In Nagasaki im Süden der Insel Kyūshū betrug die Wellenhöhe 3 m und im neuseeländischen Wellington 1,5 m.

## Erdbebengefahr in der Zukunft
Das Gebiet, in dem 1877 die Erdkruste riss, wurde als eine der großen seismischen Lücken anerkannt. Das Tocopilla-Erdbeben von 2007 mit der Magnitude Mw = 7,7 ereignete sich am südlichen Rand dieser Lücke. Das Risiko eines großen Megathrust-Erdbebens innerhalb dieses Gebietes wurde dadurch nur unwesentlich verringert. In diesem Gebiet wurde eine Wiederholzeit von 135 Jahren für große Erdbeben geschätzt, sodass ein großes Erdbeben mit ähnlichem Ablauf wie 1877 in der näheren Zukunft bevorstehen dürfte.